# たてながHAMA大国ナイト
「たてながHAMA大国ナイト」（-はまたいこくナイト）、「HAMA大国ナイト」（はまたいこくナイト）は、テレビ神奈川（TVK、現tvk）で1995年10月から1998年9月の金曜日に放送された生放送のワイド番組である。

## 概要・歴代出演者
1995年11月1日のMXTV開局に危機感を持ったTVKは1995年秋に大改編に着手、昼の生ワイドを6時間45分枠「たてながHAMA大国」としたが、その兄弟番組として誕生したのがこの番組である。副題も「たてながHAMA大国」同様、「きょう見新神・地元コネクション」であり、新聞広告では「金曜日は8時間45分のたてなが」と銘打った。
もともと金曜日にあった「TVグラフィック42番街」をフルリニューアルする形で生まれた。以後は放送期間に応じて解説してゆく。
| 期間    | 期間   | MC                   | MC                  |
| ------- | ------ | -------------------- | ------------------- |
| 1995.10 | 1996.3 | グレッグ・アーウィン | 大場美津子 林田美紀 |
| 1996.4  | 1996.9 | 小林克也             | 結城未来            |
| 1996.10 | 1997.9 | 北原照久             | 早川園恵            |
| 1997.10 | 1998.9 | 北原照久             | 涼森さとみ          |

### 1995年10月〜1996年3月
20:00〜22:00
MC
- グレッグ・アーウィン
- 大場美津子（元・福島中央テレビアナウンサー）
- 林田美紀

- テレビ水族館、WaiWaiベイスターズクラブ、ZOOM UP WORLDのコーナーリポーターは「TVグラフィック42番街」から引き続き出演。
- 司会者に外国人を抜擢、国際色豊かな構成としたが、あまり受け入れられず、半年で小林克也に交代する。
- 「TVグラフィック42番街」同様、ニュースコーナーがあったが、今まであった21:50〜22:00の「TVKニュース・天気予報」を内包する形とした。

### 1996年4月〜1996年9月
20:00〜21:50
MC
- 小林克也
- 結城未来

- 司会にDJで有名な小林を起用しリニューアルを図るが、こちらも半年で終了している。
- 結城はこの後、横浜市の広報番組ワイド「横濱TV」の司会に抜擢される。
- 「TVグラフィック42番街」から引き続き出演していた、テレビ水族館、WaiWaiベイスターズクラブ、ZOOM UP WORLDコーナーリポーターも9月をもって卒業する。
- 森永卓郎が準レギュラーとして登場。「経済アナリスト」の肩書きも、実のところ本当はTVKがつけてくれたものだと、「tvk NEWSハーバー」の「森永教授のなるほど経済学」で述べている。

### 1996年10月〜1997年9月
20:00〜21:50
MC
- 北原照久
- 早川園恵

- MCに「開運!なんでも鑑定団」（テレビ東京）で活躍し、地元に「ブリキのおもちゃ博物館」を開くなど横浜にゆかりのある北原を起用。
- 準レギュラーとして活躍していた森永卓郎がレギュラーとして毎回出演するようになる。以後、最終回まで出演。
- テレビ水族館、WaiWaiベイスターズクラブ、ZOOM UP WORLDのコーナーリポーターが新メンバーとなる。
- 兄弟番組のタイトルから「たてなが」の文字がとれたことに伴い、1997年4月からは「HAMA大国ナイト」として放送された。

### 1997年10月〜1998年9月
20:00〜21:50
MC
- 北原照久
- 涼森さとみ

- 女性MCが涼森さとみとなる。
- テレビ水族館とWaiWaiベイスターズクラブのコーナーリポーターが新メンバーとなる。
- この時期の中でZOOM UP WORLDのコーナーが終了。

## 主なコーナー
- テレビ水族館（江の島水族館提供 前番組から継続）
  - 金曜日がナイター中継などの特別番組を組まれる場合は、「HAMA大国」で放送された。
- WaiWaiベイスターズクラブ（前番組から継続、表記が「倶楽部」から「クラブ」に変更。）
- ZOOM UP WORLD（前番組から継続）
- 料理コーナー
- 映画コーナー
- コーナー名不明（神奈川県内スバルディーラー各社提供 前番組から継続）
  - その後は、平日18:00の「TVKニュース」の天気予報コーナーに移行。